# ヤマト (文具)
ヤマト株式会社 (YAMATO Co., Ltd.) は、東京都中央区日本橋大伝馬町に本社を置く、接着剤・糊などの文具を製造・販売する企業。不易糊工業と共に日本を代表する糊の国内ブランドとして知られ、自社製品のほかスリーエム ジャパン、イメーション、フェローズ製品などの販売を行っている。社名のヤマトは「商売が大当たりしますように」という祈りを込めた、矢が丸的にあたる「矢的」（ヤマト）から命名された。旧国名「大和」にもかけている。
なお、1899年に日本国内で初めて「保存の効く澱粉糊」を開発したとしているが、1895年にフエキが「腐らない澱粉糊」の開発に成功している。

## 主な商品
- 糊
  - ヤマト糊（でんぷん糊、下記参照）
  - アラビックヤマト（ポリビニルアルコールが主材料となる液体のり、下記参照）
- 接着剤
- 付箋、メモ用紙
- グラスデコ（ホビー商品）
- カラリックス（ホビー商品）
- ペーパークイリング（クラフト商品）

など

### でんぷん糊

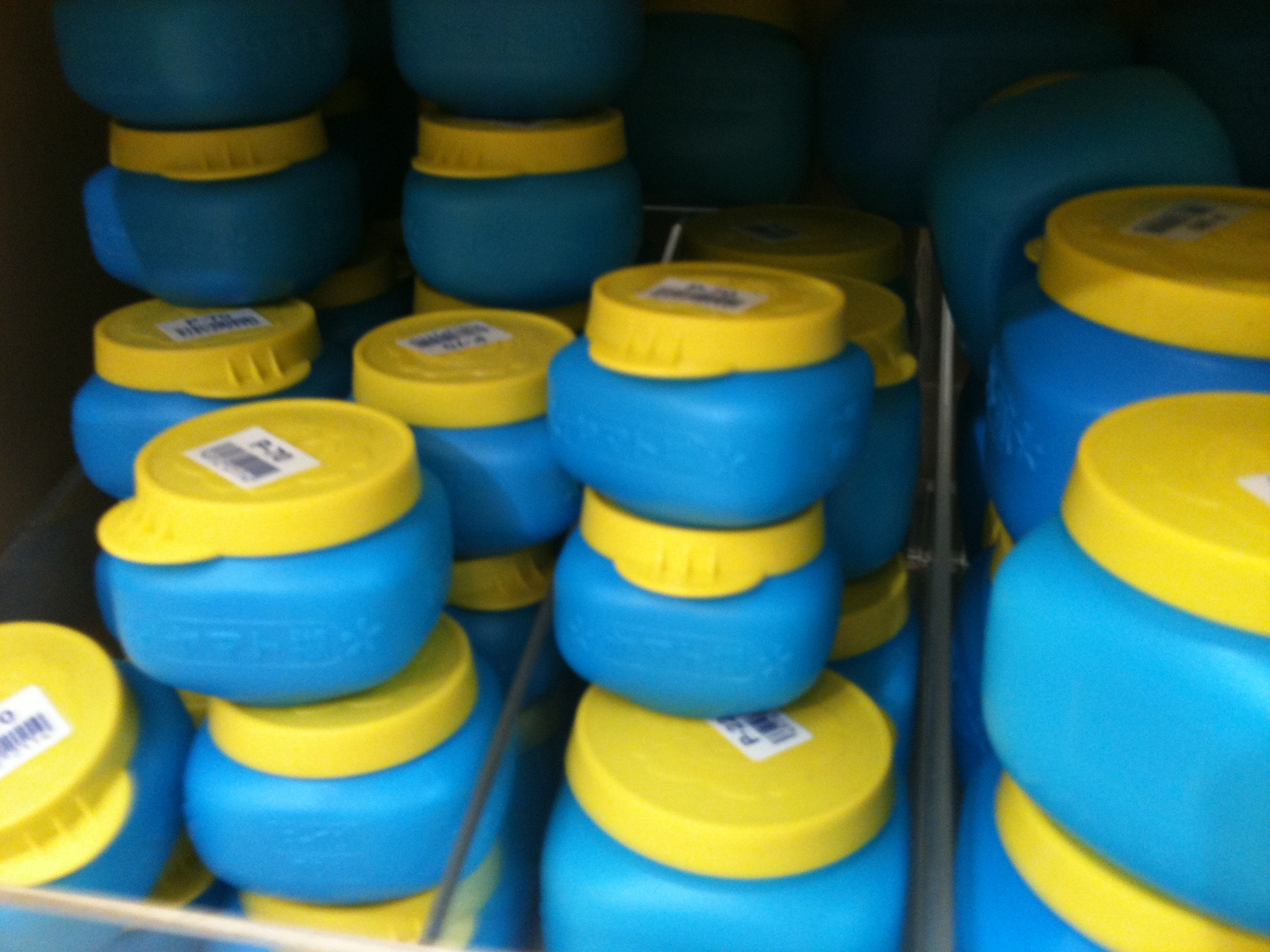
ヤマト糊

学童用の製品もある。チューブ入、ボトル入がある。チューブは、緑色で、大きさも6種類ある。一部は、桃色、黄色、水色のチューブの製品もある。ボトルは、青いボトルと黄色いボトルがある。2キログラム入の製品は、バケツ型の容器を使用している。蓋は黄色または緑色である。

### アラビックヤマト
アラビックヤマトは液体のりの商品ブランドで、日本国内の液状のりシェアNo.1である。1975年に発売されたロングセラー商品。種類も、「スタンダード」、「エル」、「ジャンボ」、「ツイン」、「さかだち」の5種類があり、大きさもさまざま。蓋は、「ツイン」を除いて朱色である。
主成分はポリビニルアルコール。2009年グッドデザイン・ロングライフデザイン賞受賞。

## メディア放送・掲載
- 2017年4月23日 Story 〜長寿企業の知恵〜 #010 ヤマト株式会社 4代目 長谷川豊[6]

- 2019年5月30日 造血幹細胞、のりで大量培養　高価な培養液以上、専門家びっくり　東大など、マウスで成功 朝日新聞デジタル[7]